# 威廉·斯特德曼
威廉·斯特德曼（英語：William Stedman，1999年12月5日—），新西兰男子田径运动员。他曾代表新西兰参加2016年和2020年夏季残疾人奥林匹克运动会田径比赛，获得一枚银牌和三枚铜牌。